# Рой, Прафулла Чандра
Прафулла Чандра Рой, иногда Рай (англ. Prafulla Chandra Ray, бенг. প্রফুল্ল চন্দ্র রায়; 2 августа 1861, Раули-Катипара, Джессор — 16 июня 1944, Калькутта) — индийский учёный-химик, доктор наук, которого называют «отцом индийских фармацевтических препаратов». Член Индийской национальной академии наук, Азиатского общества, Химического общества Соединённого королевства и Индийской ассоциации развития науки. Меценат.

## Биография

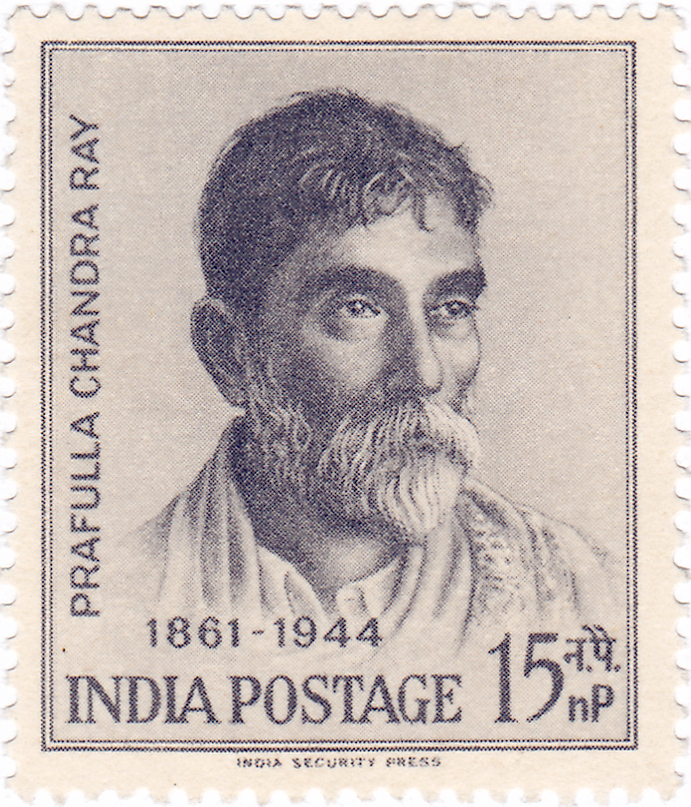

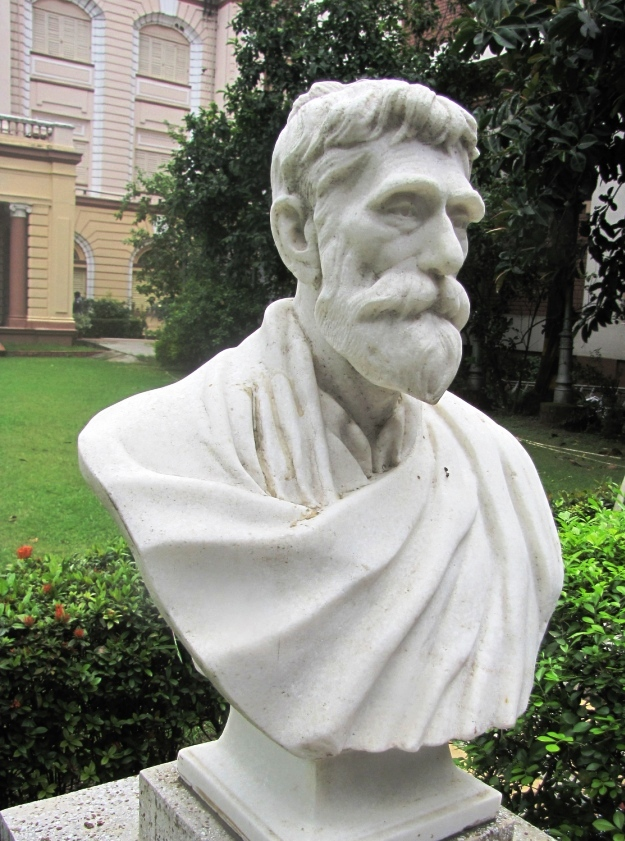
Бюст учёного в Индустриально-технологическом музее в Калькутте

Сын зажиточного землевладельца. Получил высшее образование в Колледже Видьясагар. Поскольку там не преподавали научные предметы, Рэй брал уроки физики и химии в Президентском колледже. Продолжил учёбу в Эдинбургском университете в Шотландии. Помимо естественных наук, изучал историю, политологию и литературу. После окончания университета продолжил обучение в Эдинбурге и работал над диссертацией, по завершении которой в 1877 году ему была присуждена докторская степень.
В 1888 году вернулся на родину. В следующем году был назначен на временную должность в Президентском колледже.
В 1896 году опубликовал результаты своих исследований нитритов ртути, разработал стабильное соединение нитрита ртути.
В 1901 году им была основана первая фармацевтическая компания в Индии — «Бенгальский химический и фармацевтический завод» в Калькутте.
Его работа над нитритами и гипонитритами металлов, особенно ртути, принесла ему известность во всем мире.
За время своей работы занимался исследованиями соединений переходных металлов, таких как платина и иридий, сульфиды органических веществ. К 1920 году химик опубликовал более 100 научных статей, многие из них были опубликованы в журнале «Индийского химического общества». В том же году он председательствовал на ежегодном собрании «Индийского научного конгресса», который является одним из ведущих научных объединений страны. Активный социальный работник, основал организацию по оказанию помощи, когда Бенгалия пострадала от сильных наводнений в 1923 году. Было собрано средств и товаров на сумму 2,5 миллиона индийских рупий, которые распределили среди бездомных и нищих.
Химик-новатор большую часть жизни посвятил помощи бедным и способствовал научным исследованиям.
Автор книги «История индусской химии с древнейших времен до середины XVI века». Считается отцом индийской химии.
В его честь названы многие учреждения, например Колледж Прафулла Чандра в Калькутте.

## Награды
- Королевское химическое общество наградило его первой в истории химической промышленности табличкой «Chemical Landmark Plaque» за пределами Европы.
- Почётный доктор Бенаресского индуистского университета, Аллахабадского университета, Даремского университета, Даккского университета, Калькуттского университета